# Friedhelm von Ranke
Friedhelm (Friduhelm) Johannes Arnold Ranke, seit 1865 von Ranke (* 17. September 1847 in Berlin; † 22. Juni 1917 in Jena) war ein preußischer Generalmajor.

## Leben

### Herkunft
Er ist der dritte Sohn des 1865 in den erblichen Adelsstand erhobenen Historikers Leopold von Ranke und der in Dublin geborenen Klarissa Graves (1808–1871). Die ersten Generationen der bürgerlichen Ranke-Vorfahren, aus Wettin und dann aus Thüringen stammend, waren zumeist Pastoren, später Juristen.

### Militärkarriere
Ranke trat nach dem Besuch der Universität Berlin am 4. August 1866 als Füsilier in das Kaiser Alexander Garde-Grenadier-Regiment Nr. 1 der Preußischen Armee ein. Am 9. Februar 1867 zum Portepeefähnrich ernannt, folgte am 16. Mai 1867 seine Beförderung zum Sekondeleutnant. Ranke war zu Beginn des Krieges gegen Frankreich bis zum 30. Oktober 1870 zur Dienstleistung beim I. mobilen Bataillon des 1. Garde-Grenadier-Landwehr-Regiments und anschließend bis zum 24. März 1871 zur Dienstleistung beim III. Bataillon kommandiert. Daran schloss sich eine Verwendung als Kompanieführer an der Unteroffizierschule in Weißenfels an, bevor Ranke ab 1. Oktober 1871 für drei Jahre die Kriegsakademie absolvierte. Als Premierleutnant kehrte er im Anschluss in den Truppendienst zurück und wurde am 1. Mai 1875 für ein Jahr zum Großen Generalstab kommandiert. Unter Stellung à la suite seines Regiments folgte am 14. Januar 1879 seine Versetzung als Lehrer an die Kriegsschule Potsdam. Unter Belassung in diesem Kommando wurde Ranke am 27. Januar 1880 à la suite des Garde-Füsilier-Regiments gestellt und am 14. Februar 1880 zum Hauptmann befördert. Seine Lehrtätigkeit beendete er am 3. Januar 1884 und kehrte als Kompaniechef in den Truppendienst zurück. Mit Patent vom 2. September 1889 zum Major befördert, wurde Ranke kurz darauf in das Infanterie-Regiment „von Courbière“ (2. Posensches) Nr. 19 versetzt. Zunächst war er hier als Bataillonskommandeur tätig und rückte am 13. Mai 1895 unter Beförderung zum Oberstleutnant als etatsmäßiger Stabsoffizier in den Regimentsstab auf. Als Oberst war Ranke dann vom 20. Juli 1897 bis 17. Mai 1901 Kommandeur des Magdeburgischen Füsilier-Regiments Nr. 36. Im Anschluss wurde Ranke unter Beförderung zum Generalmajor zum Kommandeur der 18. Infanterie-Brigade in Liegnitz ernannt. Von diesem Posten wurde Ranke am 16. Mai 1902 entbunden und mit der gesetzlichen Pension zur Disposition gestellt. Nach seiner Verabschiedung erhielt er am 3. Juni 1902 den Roten Adlerorden II. Klasse mit Eichenlaub. Er starb am 22. Juni 1917 im Alter von 69 Jahren an Zungenkrebs.

### Familie
1884 heiratete er seine elf Jahre jüngere Großnichte Selma Adeline von Ranke, die Tochter von Heinrich von Ranke. Beide lebten in Rudolstadt. Aus der Ehe gingen fünf Kinder hervor, darunter die Historikerin Ermentrude Bäcker von Ranke.